# Mantelbälta
Mantelbälta (Chlamyphorus truncatus) är en däggdjursart som beskrevs av Harlan 1825. Chlamyphorus truncatus ingår i släktet mantelbältor, och familjen bältdjur. Inga underarter finns listade.

## Utseende
Arten når en kroppslängd (huvud och bål) av 8 till 12 cm och en svanslängd av omkring 3 cm. Individerna blir vanligen 85 gram tung. Liksom andra bältor har mantelbältan ett pansar av små benplattor som är sammanlänkade med tjockare hud. Skölden är rosa, ibland med gula skuggor. Den mjuka pälsen på undersidan är däremot vit. Sköldens benplattor bildar flera rader. Dessutom finns en lodrätt benplatta vid stjärten och plattor som täcker svansen. Förhornade läppar, en spetsig nos och stora klor vid framtassarna hjälper djuret att gräva i marken.
Mantelbältan har 7 till 8 tänder i varje käkhalva av överkäken och 8 tänder i varje käkhalva av underkäken, alltså 30 till 32 tänder. Dessa är nästan likformiga och saknar tandemalj.

## Utbredning och habitat
Mantelbältan förekommer i Argentina från La Rioja i norr till södra delen av provinsen Buenos Aires. Habitatet utgörs av gräsmarker med några buskar som ofta har sandig mark.

## Ekologi
Individerna är aktiva på natten och vilar på dagen i självgrävda bon. De kan dessutom gräva mycket snabb vid fara och gömma sig i hålet. Födan utgörs främst av insekter och deras larver, till exempel myror och termiter. Mantelbältan äter även maskar, sniglar och vissa växtdelar som rötter. Arten har väl utvecklat luktsinne för att hitta sina byten.

## Status och hot
Det största hot utgörs av landskapsförändringar genom etablering av jordbruksmark och betesmarker för nötkreatur. Några individer dödas av hundar och katter. IUCN kategoriserar arten globalt som otillräckligt studerad (DD).
Arten förekommer i några skyddsområden som Talampaya nationalpark och Lihué Calel nationalpark.

## Olika namn
Andra, äldre svenska namn på djurarten är bältmus och sköldsork.